# Juan Pablo Vigón
Juan Pablo Vigón Cham (Guadalajara, Jalisco, 20 de julio de 1991), es un futbolista mexicano que juega como centrocampista para el club Tigres de la UANL de la Primera División de México.

## Trayectoria

### Atlas Fútbol Club
Debutó con el Atlas Fútbol Club en el Apertura 2012 durante el empate a un gol contra los Pumas de la UNAM, disputado el 21 de julio de 2012.

#### Club Atlético de San Luis
A principios de 2014 cuando fue cedido a préstamo al Club Atlético de San Luis.

#### Atlas Fútbol Club (2.ª etapa)
Después de su préstamo con los potosinos regresó en el Apertura 2015 con el Atlas.

#### Chiapas Fútbol Club
En diciembre de 2015, se va cedido, de nuevo, al Chiapas Fútbol Club.

#### Cafetaleros de Tapachula
El Atlas volvió a ceder, para la temporada 2016-17, lo cedió a los Cafetaleros de Tapachula de la Liga de Ascenso donde mejoró su desempeño.

#### Atlas Fútbol Club (3.ª Etapa)
Ese buen año con los Cafetaleros hizo que volviera a su club de origen y por fin tuvo buenas actuaciones en dos temporadas con los rojinegros.

### Club Universidad Nacional
Para el Torneo Apertura 2019 llegó, en compra definitiva, al Club Universidad Nacional, equipo de los cuatro grandes al que prefirió por encima de las ofertas del América y el Cruz Azul. Jugó su primera final con los Pumas de la UNAM enfrentando al Club León, dicho partido con marcador de 2 a 0 a favor de los panzas verdes.

### Tigres de la UANL
El 1 de julio de 2021 los Pumas anunciaron por sus redes sociales que Vigón no seguiría en el equipo felino, ya que se hizo oficial su venta a otro equipo felino: el de los Tigres de la UANL. El mismo jugador se despidió de la UNAM por sus redes.
Fue parte del plantel campeón de los regios que derrotó a las Chivas en la final del Clausura 2023. Posteriormente, obtuvo el título de Campeón de Campeones 2022-23 sobre el Pachuca.

## Clubes
| País   | Club                      | Año           |
| ------ | ------------------------- | ------------- |
| México | Atlas Fútbol Club         | 2011-14       |
| México | Club Atlético de San Luis | 2014-15       |
| México | Atlas Fútbol Club         | 2015-16       |
| México | Chiapas Fútbol Club       | 2016          |
| México | Cafetaleros de Chiapas    | 2016-17       |
| México | Atlas Fútbol Club         | 2017-19       |
| México | Club Universidad Nacional | 2019-2021     |
| México | Tigres de la UANL         | 2021-Presente |

## Estadísticas

### Clubes
Actualizado al último partido jugado el 10 de marzo de 2024.
| Atlas Fútbol Club · México | 1.ª                 | 2012-13             | 11  | 0  | 7  | 0 | -  | - | 18  | 0  | 0.00 |
| Atlas Fútbol Club · México | 1.ª                 | 2013-14             | 13  | 0  | 13 | 0 | -  | - | 26  | 0  | 0.00 |
| Atlas Fútbol Club · México | 1.ª                 | 2015                | 3   | 0  | 2  | 0 | -  | - | 5   | 0  | 0.00 |
| Atlas Fútbol Club · México | 1.ª                 | 2017-18             | 34  | 3  | 5  | 0 | -  | - | 39  | 3  | 0.07 |
| Atlas Fútbol Club · México | 1.ª                 | 2018-19             | 29  | 4  | 6  | 1 | -  | - | 35  | 5  | 0.14 |
| Atlas Fútbol Club · México | Total               | Total               | 90  | 7  | 33 | 1 | 0  | 0 | 123 | 8  | 0.06 |
| Club Atlético de San Luis · México | 2.ª                 | 2014-15             | 30  | 6  | 1  | 0 | -  | - | 31  | 6  | 0.19 |
| Club Atlético de San Luis · México | Total               | Total               | 30  | 6  | 1  | 0 | 0  | 0 | 31  | 6  | 0.19 |
| Chiapas Fútbol Club · México | 1.ª                 | 2016                | 12  | 0  | 1  | 1 | -  | - | 13  | 1  | 0.07 |
| Chiapas Fútbol Club · México | Total               | Total               | 12  | 0  | 1  | 1 | 0  | 0 | 13  | 1  | 0.07 |
| Cafetaleros de Chiapas · México | 2.ª                 | 2016-17             | 25  | 4  | 1  | 0 | -  | - | 26  | 4  | 0.15 |
| Cafetaleros de Chiapas · México | Total               | Total               | 25  | 4  | 1  | 0 | 0  | 0 | 26  | 4  | 0.15 |
| Club Universidad Nacional · México | 1.ª                 | 2019-20             | 21  | 3  | -  | - | -  | - | 21  | 3  | 0.15 |
| Club Universidad Nacional · México | 1.ª                 | 2020-21             | 34  | 5  | -  | - | -  | - | 34  | 5  | 0.00 |
| Club Universidad Nacional · México | Total               | Total               | 55  | 8  | 0  | 0 | 0  | 0 | 55  | 8  | 0.15 |
| Tigres UANL · México | 1.ª                 | 2021-22             | 42  | 9  | -  | - | 1  | 0 | 43  | 9  | 0.21 |
| Tigres UANL · México | 1.ª                 | 2022-23             | 38  | 3  | 1  | 0 | 5  | 0 | 44  | 3  | 0.07 |
| Tigres UANL · México | 1.ª                 | 2023-24             | 33  | 4  | -  | - | 8  | 1 | 41  | 5  | 0.12 |
| Tigres UANL · México | Total               | Total               | 113 | 16 | 1  | 0 | 14 | 1 | 128 | 17 | 0.13 |
| Total en su carrera | Total en su carrera | Total en su carrera | 325 | 41 | 37 | 2 | 14 | 1 | 376 | 44 | 0.12 |
| (1) Incluye datos de Copa México (2013-17). (2) Incluye datos de Liga de Campeones de la Concacaf. (3) No incluye goles en partidos amistosos. |                     |                     |     |    |    |   |    |   |     |    |      |

## Palmarés

### Títulos nacionales
| Título               | Club              | País   | Año  |
| -------------------- | ----------------- | ------ | ---- |
| Liga MX              | Tigres de la UANL | México | 2023 |
| Campeón de Campeones | Tigres de la UANL | México | 2023 |